# Порфирьев, Алексей Александрович
Алексе́й Алекса́ндрович Порфи́рьев (1856 — 6 ноября 1918, Нижний Новгород) — протоиерей, причислен к лику святых Русской православной церкви в 2000 году.

## Биография
Родился в селе Можаров Майдан в многодетной семье крестьянина Симбирской губернии. Окончил Симбирскую духовную семинарию, Санкт-Петербургскую духовную академию в 1882 году со степенью кандидата богословия. Долгие годы служил в священном сане, был возведён в сан протоиерея, являлся настоятелем Нижегородского кафедрального собора. Был большим молитвенником. Из всех икон Божией Матери более всех почитал образ «Всех скорбящих радости».
7 июня 1918 года вместе с епископом Лаврентием (Князевым) и бывшим губернским предводителем дворянства Алексеем Нейдгардтом подписал воззвание к пастве от имени съезда духовенства, призывающее протестовать против закрытия православных храмов, монастырей и конфискации церковного имущества. Вскоре все подписавшие воззвание были арестованы советскими властями, обвинены в призыве к контрреволюционной деятельности и приговорены к расстрелу. До этого священнослужителям было предложено снять сан в обмен на жизнь, но они не приняли такое предложение.
После вынесения приговора заплакал, переживая за судьбу своей семьи. Погиб с руками, сложенными на груди, опущенной головой и молитвой мытаря на устах: «Боже, милостив буди мне грешному».
В 2000 году все три расстрелянных новомученика были канонизированы Юбилейным Архиерейским собором Русской православной церкви. В 2003 году в Михаило-Архангельском соборе в нижегородском Кремле была установлена икона святого Алексея Порфирьева. Эта была первая нижегородская икона святому, погибшему за веру в советское время.